# شهرستان آپشار (تگزاس)
شهرستان آپشار، تگزاس (به انگلیسی: Upshur County, Texas) یک سکونتگاه مسکونی در ایالات متحده آمریکا است که در تگزاس واقع شده‌است.

## خصوصیات
شهرستان آپشار ۱٬۵۳۵٫۸۷ کیلومترمربع مساحت دارد.